# Eleanor Raymond

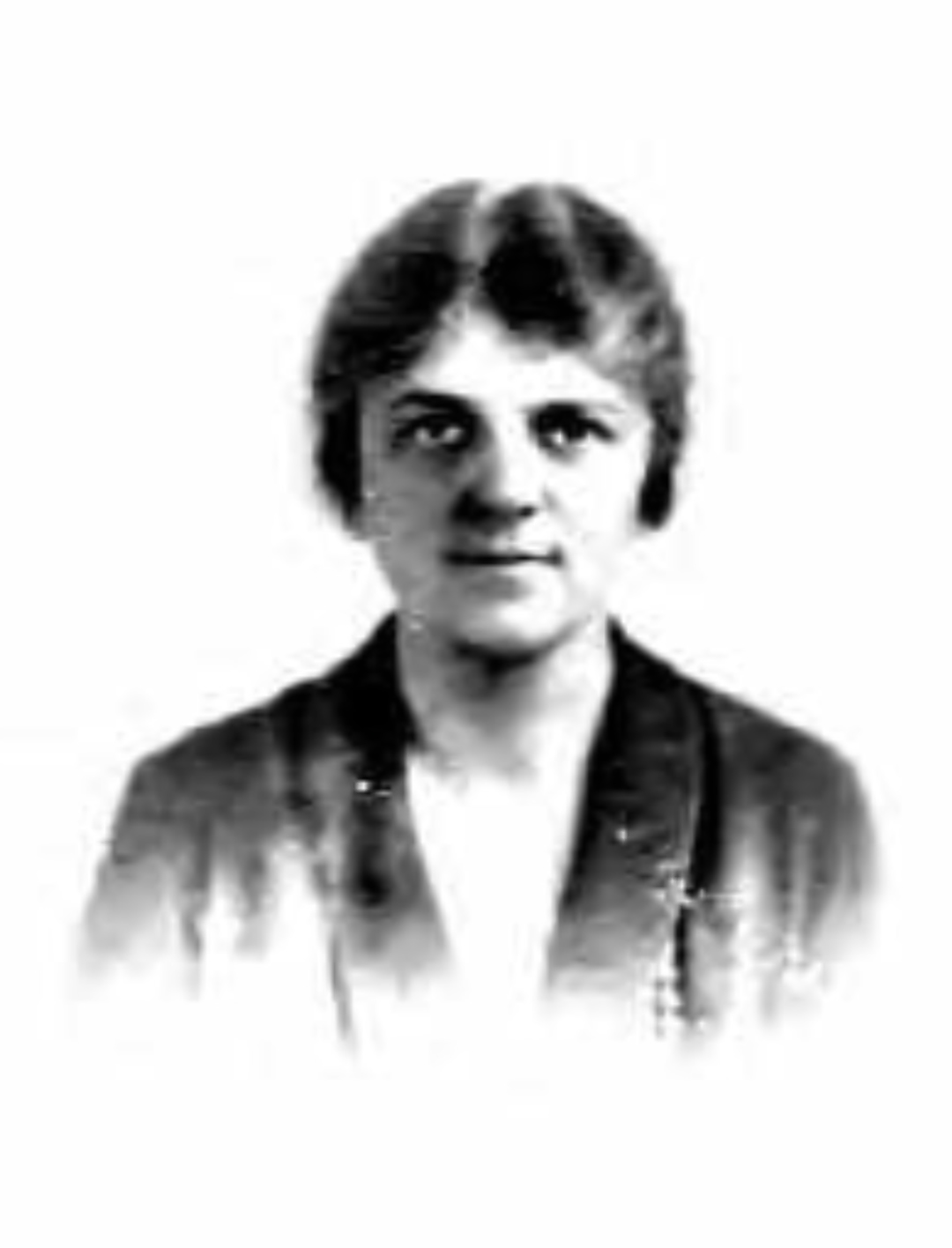
Eleanor Raymond (1924)

Eleanor Raymond (* 24. März 1887 in Cambridge, Massachusetts; † 4. Juli 1989 in Boston) war eine US-amerikanische Architektin, die sich als Erfinderin im solaren Hausbau einen Namen gemacht hat.

## Leben
Sie studierte Architektur und Landschaftsarchitektur an der Cambridge Universität in Massachusetts und schloss ihr Studium 1919 ab.
Nach dem Studium arbeitete sie zunächst bei Henry Atherton Frost. Später eröffnete sie ein eigenes Architekturbüro.
Erste größere Bekanntheit erreichte sie durch das Buch Early Domestic Architecture of Pennsylvania über traditionelle Architektur. Den großen Durchbruch hatte sie mit dem 1948 erfundenen und erbauten ersten Solarhaus, dem Dover Sun House. Sie zeichnete für die Architektur verantwortlich, wohingegen das Heizkonzept von Maria Telkes stammte.

## Schriften
- Early Domestic Architecture of Pennsylvania, photographs and measured drawings. Helburn, New York 1931 (Nachdruck: Schiffer Publ., Atglen, PA 2007, ISBN 978-0-7643-2590-8).